# Enoplognatha zapfeae
Enoplognatha zapfeae là một loài nhện trong họ Theridiidae.
Loài này thuộc chi Enoplognatha. Enoplognatha zapfeae được Herbert Walter Levi miêu tả năm 1962.